# Dove Cay (Grenadinen)
Dove Cay (auch: Small L’Islet, Canouan Baleine) ist eine Insel der Grenadinen und Teil des Staates St. Vincent und die Grenadinen. Sie liegt vor der Südwestspitze von Canouan.

## Geographie
Dove Cay gehört zu den Grenadinen, einer Inselgruppe der Kleinen Antillen, verwaltungstechnisch gehört sie zum Parish Grenadines. Die Insel liegt zusammen mit L’Islot südwestlich der Insel Canouan, wobei L’Islot zwischen Dove Cay und Canouan liegt. Die Inseln bilden eine Verlängerung von Taffia Hill und schirmen Taffia Bay, beziehungsweise Gangan Fanny (Cove) gegen das Meer ab.